# Lia Roberts
Lia Roberts (* 7. Mai 1949 in Bukarest als Lia Sandu) ist eine ehemalige rumänische Politikerin. Sie war Kandidatin für die Wahl zum rumänischen Präsidenten 2004, zog die Kandidatur jedoch aufgrund schlechter Umfrageergebnisse zurück.
Im Jahr 1979 flüchtete Lia Roberts vor dem Regime des Nicolae Ceaușescu in die Vereinigten Staaten, wo sie die doppelte Staatsbürgerschaft erwarb. Im Bundesstaat Nevada war sie Vorsitzende der Republikanischen Partei. Zurzeit ist sie Honorarkonsul Rumäniens in Las Vegas.
| Personendaten    | Personendaten          |
| ---------------- | ---------------------- |
| NAME             | Roberts, Lia           |
| KURZBESCHREIBUNG | rumänische Politikerin |
| GEBURTSDATUM     | 7. Mai 1949            |
| GEBURTSORT       | Bukarest               |